# The Penguins of Madagascar: Operation: DVD Premiere
Os Pinguins de Madagascar - Operação: Comando Pinguim ou Os Pinguins de Madagascar - Operação: DVD Premiado (título no Brasil) (no original em Língua inglesa The Penguins of Madagascar: Operation: DVD Premiere) é o primeiro filme da série Os Pinguins de Madagascar.